# Teliocrinus springeri
Teliocrinus springeri is een zeelelie uit de familie Cainocrinidae.
De wetenschappelijke naam van de soort werd in 1909 gepubliceerd door Austin Hobart Clark.